# Cryptolabis (Cryptolabis) chiriquiana
Cryptolabis (Cryptolabis) chiriquiana is een tweevleugelige uit de familie steltmuggen (Limoniidae). De soort komt voor in het Neotropisch gebied.